# Oleg Boyko
Oleg Boyko (en ruso: Олег Викторович Бойко; Moscú, URSS, 28 de septiembre de 1964) es un multimillonario empresario e inversionista internacional.
Boyko es un inversor internacional y presidente del grupo Finstar Financial (Finstar Financial Group) una diversificada firma de capital privado. Finstar gestiona y consulta el portafolio y bienes de empresas en todo el mundo. Los bienes bajo la gestión de Finstar excede los 2 billones de dólares ($2b). Los intereses de Oleg Boyko es Europa, EE. UU., Asia y América Latina, actualmente ocupa el puesto 1.561 en la lista de multimillonarios del mundo, con una riqueza personal estimada en 1.4 billones de dólares ($1.4b).

## Biografía

### Educación
Oleg Boyko nació en Moscú en 1964 y estudió en la Universidad de Aviación de Moscú, donde se especializó en radio electrónica. Posteriormente Boyko obtuvo un Máster de Administración de Empresas de la Academia Presidencial Rusa de Economía Nacional y Administración Pública. Trabajó en la Universidad Estatal de Lomonosov Moscú entre 1982 y 1986.

### Carrera

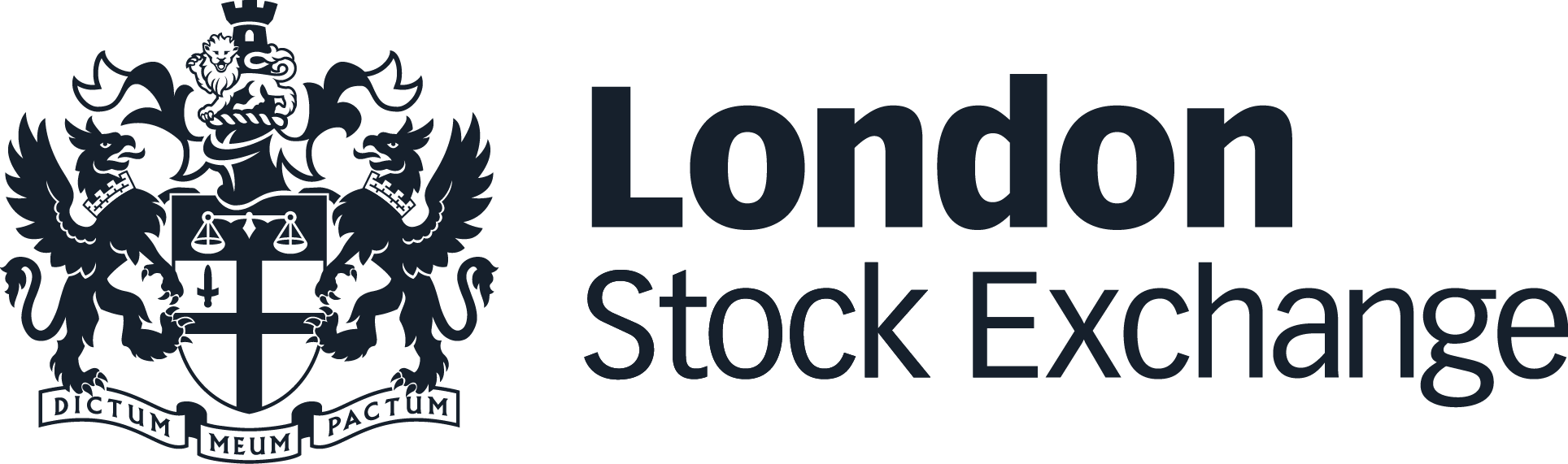
Logo oficial de la Bolsa de Londres

El inversor internacional en serie Oleg Boyko tiene una diversa carrera habiendo invertido con éxito en múltiples industrias incluyendo servicios financieros, bancos, TI (tecnología de la información), minoristas, sector inmobiliario, entretenimiento y acero. 
Desde una edad temprana, Boyko ha estado interesado el sector financiero y comenzó su carrera en TI y finanzas mientras era estudiante. Se le acredita la introducción de las primeras tiendas con lectores de tarjetas de créditos en Moscú en la década de los 90.
En 1996, Boyko y un selecto equipo de ejecutivos profesionales formaron Finstar Financial Group como vehículo de inversión y empresa de gestión para identificar, invertir y administrar activamente negocios en nombre de Boyko y otros inversores privados Como Presidente de Finstar, el inversor internacional Oleg Boyko ha dirigido Finstar a centrarse principalmente en los tecnología financiera e industrias Fintech. Entre sus negocios no esenciales, Finstar mantiene su presencia en el sector, entretenimiento y minoristas (FMCG retail).
En 1999 Boyko se unió como inversor en EvrazHolding junto a Alexander Abramov, combinando tres Acerías y de este modo creando uno de los mayores productores de acero integrados verticalmente en el mundo como resultado. En 2004, Boyko vendió el 25% de sus participaciones en EvrazHolding por aproximadamente 600-700 millones de dólares ($600-$700M) prior a su cotización en la Bolsa de Londres.
En 2002, Boyko fundó Ritzio Entertainment Group invirtiendo en casinos y juegos de azar, un negocio que se expandió a través de toda Rusia e internacionalmente. El negocio ruso se detuvo abruptamente cuando Vladímir Putin prohibió los juegos de azar en 2009.
En 2010, Boyko se convirtió en un inversor en negocios de loterías en Rusia y Ucrania, incluyendo la lotería nacional para apoyar los Juegos Olímpicos de invierno 2014 de Sochi. Posteriormente ha eliminado todo sus intereses en la lotería.
En 2003, Finstar compró una Participación de Control en un Banco comercial Letón, Baltic Trust Bank. Sobre el 2006, Baltic Trust Bank fue clasificado en el puesto décimo tercero entre los 24 bancos de Letonia en términos activos y tenía una de las redes de sucursales más grandes, con 74 sucursales en Letonia. En 2006 Finstar vendió el 79% de sus participaciones a GE Capital, el brazo bancario y financiero de General Electric.
También en 2006, bajo Boyko, Finstar adquirió el 75% de Rive Gauche. En ese momento era un negocio local, con tiendas principalmente en San Petersburgo, pero bajo Boyko Rive Gauche creció hasta convertirse en la segunda cadena de perfumerías y cosméticos más grande de Rusia. En 2012, Boyko vendió el 51% de sus participaciones a un consorcio de inversores pero continúa manteniendo el 24% del negocio.
Boyko se involucró en la producción cinematográfica y fue coproductor en Sin City: A Dame to Kill For de Frank Miller en 2014, y es coproductor en el debut como director de Scarlett Johansson para la película Summer Crossing, que se basa en una novela de Truman Capote.

### Interés comercial

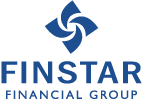
Logo oficial del grupo Finstar Financial

El enfoque actual de Oleg Boyko está en servicios financieros digitales, Fintech y en el sector de Tecnología financiera fortalecido por su extensa experiencia bancaria.
Según Boyko, la industria Fintech es el mayor océano en el mundo de los negocios, con productos y servicios diseñados para personas que no tiene acceso a servicios financieros tradicionales y para aquellos que no cuentan con los servicios de los bancos principales.
Boyko, por lo tanto, continúa expandiendo y fortaleciendo sus actividades en plataformas de servicios financieros transformacionales basadas en tecnología, base de datos y negocios alternativos al sector bancario tradicional. Boyko está determinado en aprovechar los cambios en el comportamiento del consumidor global, los avances en la tecnología y ciencia de datos, y aprovechar el creciente y disponibilidad de los dispositivos móviles, para ofrecer una opción de banca alternativa a aquellos consumidores que no tienen acceso a los servicios financieros tradicionales y bancos. Los servicios financieros alternativos han sido los primeros en responder a las necesidades de estos clientes.
La cartera de inversores de Finstar incluye, entre otros, Spotcap, una plataforma de préstamos en línea (online) para SMEs, Préstamos Prima, un proveedor de servicios financieros para el consumidor en línea (online) y Viventor, una plataforma de préstamos de igual a igual.
En 2017, Oleg Boyko anunció su intención de invertir 150 millones de dólares en negocios de Fintech e interno I&D dentro de la cartera de empresas. La primera fase de un plan de inversión global de Fintech está en marcha con el compromiso de invertir hasta 50 millones de dólares en préstamos para el consumidor en Asia-Pacífico.

### Fundación Parasport
Boyko fundó de Parasport Foundation en 2006, durante los juegos Paralímpicos de Invierno en Turín. La Fundación ofrece fondos para los atletas paralímpicos para entrenar y atender a las competiciones y obtengan atención de salud física y mental, y promueve la igualdad para personas con discapacidades. Recientemente la Fundación se convirtió en socio oficial del Comité Paralímpico Ruso y ha establecido una presencia en Asia. En 2016, Boyko organizó la celebración del décimo aniversario con un evento en Moscú, al que atendieron representantes de Comités Paralímpicos de 25 países.
Desde 2006 Boyko también ha sido la cabeza del Comité de desarrollo del movimiento Paralímpico del Comité de Desarrollo de la Federación Internacional de Sillas de Ruedas y Deportes de Amputados (IWAS) en octubre de 2015 siguiendo la exitosa financiación por Parasport de los juegos IWAS 2015 en Sochi.